# Petro Šelest
Petro Juchymovyč Šelest (ukrajinsky Петро Юхимович Шелест, rusky Пётр Ефимович Шелест, 14. února 1908 Andrijivka – 22. ledna 1996 Moskva) byl ukrajinský komunistický politik.
Narodil se v chudé rolnické rodině v Charkovské gubernii, pracoval v železničních dílnách. V roce 1923 vstoupil do Komsomolu a v roce 1928 do komunistické strany. Absolvoval metalurgický institut v Mariupolu a po službě v Rudé armádě zastával řídící funkce v různých průmyslových podnicích, od roku 1940 byl profesionálním partajním funkcionářem. Díky spojenectví s Nikitou Sergejevičem Chruščovem stanul v roce 1957 v čele stranického výboru Kyjevské oblasti a v roce 1963 se stal prvním tajemníkem Ústředního výboru Komunistické strany Ukrajiny. Od roku 1964 byl členem politbyra ÚV KSSS a od roku 1966 členem předsednictva Nejvyššího sovětu Sovětského svazu. Třikrát mu byl udělen Leninův řád (1958, 1968 a 1971).
Patřil k hlavním iniciátorům invaze vojsk Varšavské smlouvy do Československa v roce 1968, kdy osobně převzal od Vasila Biľaka takzvaný zvací dopis.
Jako faktický šéf Ukrajinské sovětské socialistické republiky vládl tvrdou rukou a nechal uvěznit řadu disidentů včetně Vjačeslava Čornovila, zároveň však usiloval o větší autonomii Ukrajiny zejména v ekonomických otázkách, podporoval výuku a vydávání tisku v ukrajinštině. V roce 1970 vydal knihu Naše sovětská Ukrajino, která byla kritizována za nacionalistický obsah a stažena z prodeje. V roce 1972 byl v čele Ukrajiny nahrazen Volodymyrem Ščerbickým a povolán do Moskvy na funkci zástupce předsedy vlády, o rok později byl donucen ze „zdravotních důvodů“ rezignovat na místo ve vládě i v politbyru. Po odchodu z politiky pracoval v leteckém výzkumu, návrat na Ukrajinu mu nebyl dovolen.
Jeho syn Vitalij Šelest je jaderný fyzik, člen-korespondent ukrajinské Akademie věd.